# Lithomoia rangnowi
Lithomoia rangnowi là một loài bướm đêm trong họ Noctuidae.